# 小行星4863
小行星4863（英語：4863 Yasutani）是一颗围绕太阳公转的小行星。1987年11月13日，上田清二、金田宏在钏路市发现了此天体。
这颗小行星的绝对星等为238.6405984453529等。